# Paepalanthus fraternus
Paepalanthus fraternus är en gräsväxtart som beskrevs av Nicholas Edward Brown. Paepalanthus fraternus ingår i släktet Paepalanthus och familjen Eriocaulaceae.

## Underarter
Arten delas in i följande underarter:
- P. f. fraternus
- P. f. radiatus